# Żabiniec (Zaskale)
Żabiniec – część wsi Zaskale w Polsce położona w województwie świętokrzyskim, w powiecie kieleckim, w gminie Strawczyn.
W latach 1975–1998 Żabiniec administracyjnie należał do województwa kieleckiego.